# Chicago Mercantile Exchange
Pour les articles homonymes, voir CME.
Le Chicago Mercantile Exchange (CME) est l'un des deux principaux marchés à terme américains, l'autre étant le Chicago Board of Trade (CBOT). Les deux sont situés à Chicago dans l'Illinois aux États-Unis.
Un accord est intervenu en octobre 2006 pour que le CME rachète et absorbe le CBOT, l'ensemble devenant la première bourse au monde en nombre d'opérations traitées. La fusion du CBOT et du CME fut décidée par les actionnaires le 9 juillet 2007. Désormais, le CME Group représente la première bourse du monde en volume d'opérations traitées (capitalisation de 30 milliards USD).

## Histoire
Le CME et le CBOT étaient spécialisés au départ comme bourses des denrées agricoles (qu'ils traitent toujours). Ils furent ensuite les initiateurs d'un marché des dérivés financiers à la suite des travaux de finance mathématique des économistes de l'école de Chicago dans les années 1950-1970.
Issu de son ancêtre Butter and Egg Board, fondé en 1898, et lui-même précédé par le Chicago Produce Exchange, ouvert en 1874, le Chicago Mercantile Exchange a été inauguré le 1er décembre 1919. Ce marché de dérivés de matières premières s'est doté dès sa naissance d'une chambre de compensation. Ses produits phares étaient alors les œufs et le beurre, suivis par le cuir, les oignons et la pomme de terre.
Le CME n'a pas vraiment décollé avant les années 1960. L'interdiction du Congrès des États-Unis de traiter les oignons a poussé les dirigeants de la CME à chercher de nouveaux produits sous-jacents à ses contrats. En 1964, le CME lance un premier contrat sur la carcasse de porc congelée, suivi de près par un autre sur le bœuf vivant. Les premières perplexités vaincues, ces contrats sont un succès. 
En octobre 1969, le CME se tourne vers le bois. En revanche, la place essuie des revers significatifs dans les métaux et l'énergie. Mais le véritable tournant de l'histoire du CME a lieu en 1972 : il est le premier à proposer des contrats sur 7 devises étrangères. En 1982, ce sera au tour d'un dérivé de l'indice large de Wall Street, le S&P 500. Les réussites s'enchaînent, parachevées par la mise en route, en 1992, de la plate-forme électronique Globex, devenue la référence pour la négociation sur produits dérivés. Au point d'y avoir attiré, en 2007, les contrats de l'énergie du NYMEX. 
Enfin, le CME a été la première bourse américaine à être démutualisée (en 2000). Ce choix lui a permis d’afficher une forte capitalisation, supérieur à celle du CBOT, au moment où ce dernier est à son tour entré en Bourse. Moins de deux ans plus tard, le CME rachetait le CBOT.

## Activités
Parmi les produits dérivés financiers, le produit-phare du CME est la série de contrats sur le Libor trois mois dollar, surnommés « Eurodollar », tandis que les contrats sur les emprunts d'État américains sont traités au CBOT.